# Aziz Turgʻunboyev
Azizbek Murodulla oʻgʻli Turgʻunboyev, souvent abrégé en Aziz Turgʻunboyev ou Azizbek Turgʻunboyev, également francisé depuis le russe en Aziz Turgunbaïev, né le 1er octobre 1994 à Pop en Ouzbékistan, est un footballeur international ouzbek qui évolue au poste d'ailier gauche au Pakhtakor Tachkent.

## Biographie
Originaire de Pop, dans la vallée de Ferghana, Turgʻunboyev commence sa carrière avec le Navbahor Namangan, un club de sa province natale. Le 1er janvier 2014, il est promu du centre de formation du club pour rejoindre l'équipe première. Le 23 mars 2018, dans un match amical contre le Kenya, il fait ses débuts avec l'équipe nationale des moins de 23 ans alors qu'il est titularisé pour la rencontre. Le 28 juin suivant, il marque son premier but avec l'équipe contre la formation omanaise. Cependant, un peu plus d'un mois plus tôt, Timur Kapadze, sélectionneur de l'Ouzbékistan, permet à Turgʻunboyev de faire ses débuts avec l'équipe nationale lorsqu'il rentre en remplacement de Jasurbek Yaxshiboyev à la 75e minute. En novembre 2018, Héctor Cúper invite Turgʻunboyev à participer à un camp d'entrainement de l'équipe nationale en Australie tenu en prévision de la Coupe d'Asie. Il est sélectionné pour participer à la compétition qui tient lieu en janvier 2019.
Au début de l'année 2019, le joueur est au centre d'un scandale concernant un potentiel transfert au Pakhtakor Tachkent. Après avoir signé un contrat avec le club de la capitale, Turgʻunboyev participe à un camp du Navbahor, ce qui entraine une plainte officielle de la part du Pakhtakor. Le 7 février 2019, le joueur est suspendu jusqu'à la prochaine fenêtre de transfert pour avoir signé un contrat avec deux équipes. Plusieurs membres du personnel impliqués dans l'affaire reçoivent également des suspensions d'entre six mois et deux ans. Il rejoint finalement le Pakhtakor pour la saison 2021.

## Carrière
| Saison | Club              | Pays      | Championnat        | Coupes nationales | Coupes continentales | Sélection |
| ------ | ----------------- | --------- | ------------------ | ----------------- | -------------------- | --------- |
| 2015   | Navbahor Namangan | Superliga | 1 match            | -                 | -                    | -         |
| 2016   | Navbahor Namangan | Superliga | 14 matchs          | -                 | -                    | -         |
| 2017   | Navbahor Namangan | Superliga | 29 matchs / 8 buts | -                 | -                    | -         |
| 2018   | Navbahor Namangan | Superliga | 27 matchs / 7 buts | -                 | -                    | 4 matchs  |
| 2019   | Navbahor Namangan | Superliga | 12 matchs / 2 buts | -                 | -                    | 3 matchs  |
| 2020   | Navbahor Namangan | Superliga | -                  | -                 | -                    | 1 match   |

Dernière mise à jour le 27 juin 2020